# Concepción Cabrera de Armida
Concepción Cabrera de Armida (8 tháng 12 năm 1862-3 tháng 3 năm 1937) là một nhà văn Công giáo người Mexico. Ngày 4 tháng 5 năm 2019 tại Mexico City, bà đã được phong Chân phước của Giáo hội Công giáo Rôma. Bà là người phụ nữ Công giáo thế tục người Mexico đầu tiên được tôn phong Chân phước.

## Cuộc đời
Concepción Cabrera de Armida còn được gọi là María Concepción Cabrera Arias de Armida hay Conchita Cabrera de Armida hoặc Conchita Cabrera Arias de Armida và tên ngắn gọn là Conchita. Concepción Cabrera de Armida sinh ngày 8 tháng 12 năm 1862 tại San Luis Potosí, Mexico.
Cha và mẹ của bà là Octaviano Cabrera Lacaveux và Clara Arias Rivera, ông bà có một cuộc sống gia đình tốt mà không xa hoa. Conchita nhớ lại tuổi thơ của mình mặc dù có đôi lúc đã không vâng lời cha mẹ, nhưng bà luôn thể hiện một tình yêu đặc biệt dành cho Bí tích Thánh Thể.
Năm 1884, Concepción Cabrera de Armida kết hôn với Francisco Armida, hai người đã có chín người con từ năm 1885 đến 1899. Năm 1901, khi Conchita 39 tuổi cũng là lúc chồng bà qua đời và một mình bà phải chăm sóc con cái. Khi đó, người con út của bà chỉ mới hai tuổi. Cuộc sống làm góa phụ của cô không hề dễ dàng lúc đó vì cuộc Cách mạng México đã nổ ra từ năm 1910 đến 1921 và đã cướp đi sinh mạng của 900.000 người Mexico (vào thời điểm đó dân số của Mexico vào khoảng 15 triệu dân). Tuy nhiên, các tác phẩm của Conchita lại phản ánh một sự yên tĩnh đáng kinh ngạc giữa các sự hỗn loạn bao quanh bà.
Hầu hết các tác phẩm của María Concepción Cabrera Arias de Armida đã được Giáo hội Công giáo ở Mexico kiểm tra. Trong một cuộc hành hương của Conchita đến Rome vào năm 1913, tại đó bà đã gặp một đọc giả đặc biệt đó là Giáo hoàng Piô X. Giáo quyền khi đó ưa chuộng các tác phẩm của María Concepción Cabrera Arias de Armida.

## Tác phẩm
Các con của Conchita Cabrera de Armida cho biết, họ hầu như rất ít khi thấy bà viết. Nhưng các bài viết và thiền định tôn giáo của María Concepción Cabrera Arias de Armida được thống kê thì có tổng cộng hơn 60.000 trang viết tay. Conchita xác tín mình là một Giáo dân nên bà thường nhắm đến mục đích luôn tạo cho đọc giả cảm thấy yêu mến Giáo hội Công giáo hơn. Bà viết:
| “ | Yêu mến Giáo hội không phải là chỉ trích, hủy hoại cũng như không cố gắng thay đổi các cấu trúc thiết yếu của Giáo hội, hay không biến đổi Giáo hội thành chủ nghĩa nhân văn, chủ nghĩa ngang trái mà phục vụ đơn giản cho một sự giải phóng của con người. Yêu mến Giáo hội là hợp tác với công trình Cứu chuộc bằng Thập giá và bằng cách này, có được ân sủng của Chúa Thánh Thần đến để làm mới bộ mặt của trái đất nghèo khó này, tiến hành sự hoàn thành trong thiết kế tình yêu bao la của Chúa Cha. | ” |

Một số tác phẩm nổi tiếng của María Concepción Cabrera Arias de Armida:
- To My Priests
- Holy Hours
- Before the Altar
- You Belong to the Church
- Irresistibly Drawn to the Eucharist
- I Am: Eucharistic Meditations on the Gospel
- In Seasons of the Soul
- A Mother's Letters

- I Am: Eucharistic Meditations on the Gospel: Tác phẩm là kết quả của việc suy niệm trong khi chầu Thánh Thể. Cuốn sách nhằm mục đích làm rõ những từ mà Chúa Giêsu định nghĩa Ngài là ai trong nhiều câu nói bắt đầu bằng các từ: "Tôi là".
- In Seasons of the Soul: Conchita xem sự trưởng thành của đời sống tâm linh là một quá trình liên tục qua các mùa khác nhau cho đến khi linh hồn hoàn thành mục đích của nó trên trái đất. Tác phẩm thảo luận về cách Chúa Thánh Thần hoạt động dần dần biến đổi linh hồn qua các mùa phụng vụ trong hình ảnh và sự giống nhau của Chúa Giêsu.
- A Mother's Letters: Cuốn sách phản ánh sự thật rằng Conchita Cabrera de Armida không phải là một nhà huyền môn bị mắc kẹt mà là một người mẹ bận rộn với chín người con và một góa phụ sống trong một thời kỳ hỗn loạn của lịch sử chính trị tại đất nước Mexico. Tác phẩm cung cấp cho người đọc một cái nhìn thoáng qua về phía con người thật ấm áp của Conchita Cabrera Arias de Armida trong cuộc sống gia đình của bà.

## Qua đời
Conchita Cabrera de Armida qua đời vào ngày 3 tháng 3 năm 1937, hưởng thọ 74 tuổi. Bà được chôn cất tại Nhà thờ San José del Altillo ở Mexico City. Conchita đã sống một cuộc đời đa diện, bà vừa làm một người mẹ góa phụ vừa là một nhà huyền môn (a mystic) và nhà văn.

### Phong Chân phước
Quá trình Tuyên thánh của María Concepción Cabrera Arias de Armida được bắt đầu vào năm 1959 bởi Tổng Giám mục Thành phố Mexico. Tại thời điểm đó, khoảng 200 tập viết của bà đã được gửi đến Thánh bộ Phong Thánh. Giáo hoàng Gioan Phaolô II tuyên bố Concepción Cabrera de Armida là Đấng đáng kính vào ngày 20 tháng 12 năm 1999 để bắt đầu quá trình phong Chân phước cho bà.
Giáo hoàng Phanxicô đã xác nhận một phép lạ do sự can thiệp của María Concepción Cabrera Arias de Armida vào ngày 8 tháng 6 năm 2018 (mở đường cho việc bà sẽ được chính thức phong Chân phước). Concepción Cabrera de Armida đã được phong Chân phước vào ngày 4 tháng 5 năm 2019 trong một buổi lễ được tổ chức tại Vương cung thánh đường Đức mẹ Guadalupe, Thành phố Mexico. Conchita là phụ nữ giáo dân Mexico đầu tiên được phong Chân phước.